# Giorgio de Santillana
Giorgio de Santillana (1902-1974) est un historien des sciences italo-américain, professeur au MIT entre 1941 et 1967. Il est le coauteur avec Hertha von Dechend d’un ouvrage de mythologie comparée paru en 1969, Le Moulin d'Hamlet, qui défend la thèse d’une découverte préhistorique du phénomène de la précession des équinoxes.

## Biographie
Giorgio de Santillana naît à Rome le 30 mai 1902. Il est le fils de David Santillana (1855-1931) et d’Emilia Maggiorani. Son père, juif séfarade né en Tunisie ottomane, est un juriste spécialiste du droit islamique ayant enseigné à l’université du Caire et à La Sapienza de Rome,.
Après l’obtention d’un doctorat en physique à La Sapienza en 1925, Giorgio de Santillana étudie la philosophie à la Sorbonne pendant deux ans, puis de nouveau la physique à l’université de Milan. En 1930, il est appelé à Rome par Federigo Enriques pour enseigner à ses côtés l’histoire des sciences. Il publie avec lui un ouvrage sur les origines antiques de la pensée scientifique. En 1935, invité par Abel Rey, il donne une série de conférences à la Sorbonne. Il dirige la même année un colloque à Bruxelles.
Santillana quitte l’Europe pour les États-Unis d'Amérique en 1936. Il est d’abord enseignant à la New School de Manhattan, puis professeur invité à l’université Harvard. En 1941 paraît un ouvrage co-écrit avec Edgar Zilsel sur l’histoire du rationalisme et de l’empirisme. Il rejoint à ce moment le Massachusetts Institute of Technology (MIT) en tant qu’assistant professor.
Entre 1943 et 1945, il sert dans l’Armée américaine comme correspondant de guerre pour le journal Stars and Stripes. Il est naturalisé américain à la fin de la guerre. De retour au MIT, il devient associate professor en 1948, avant d'occuper à partir de 1954 la chaire professorale d’histoire des sciences.
Il présente en 1953 une édition du Dialogue sur les deux grands systèmes du monde et publie deux ans plus tard Le crime de Galilée. Santillana fait un parallèle entre le procès du physicien par l’Inquisition et la persécution d’Oppenheimer par l’administration américaine pendant le maccarthysme.
En 1956, il publie dans la série à succès The Mentor Philosophers (éditée par la New American Library) un volume consacré à la Renaissance (The Age of Adventure), dans lequel sont notamment évoqués Léonard de Vinci, Thomas More, Nicolas Machiavel, Michel-Ange, Érasme, Montaigne, Copernic, Giordano Bruno et Johannes Kepler.
Au MIT, Santillana a pour collègues et amis le mathématicien Norbert Wiener (père de la cybernétique), l’astrophysicien Philip Morrison, ou les neurobiologistes Walter Pitts, Warren McCulloch et Jerome Lettvin. À l’occasion de son départ en retraite en 1967, un colloque est organisé sur le thème « points de vue impopulaires et critiques injustes en histoire des sciences ». Au cours de ce séminaire dirigé par Victor Weisskopf interviennent notamment Noam Chomsky, Philip Morrison, I. Bernard Cohen et Cyril Stanley Smith.
En 1969, il publie avec Hertha von Dechend un ouvrage de mythologie comparée, Le Moulin d'Hamlet, dans lequel est développée la thèse d’une connaissance préhistorique de certains phénomènes astronomiques, en particulier de la précession des équinoxes.
Giorgio de Santillana meurt le 8 juin 1974 à Miami, à l’âge de 72 ans. Il avait épousé en 1948 Dorothy Hancock Tilton (1904-1980), descendante de John Hancock, le premier signataire de la Déclaration d'indépendance des États-Unis. Dorothy de Santillana travaillait pour la maison d’édition Houghton Mifflin. Le couple résidait à Beverly, au nord de Boston.